# Concurență
Prin concurență (din limba latină.: concurrere = a concura) se înțelege:
- (alți) participanți la o competiție sportivă, economică sau o altă competiție
- opusul monopolului

Cuvântul înseamnă:
- în economie: rivalitatea dintre diferiți ofertanți pentru a câștiga clienți;
- în sport este o manifestare organizată;
- în natură este o luptă a diferitelor vietăți pentru supraviețuire, în condițiile resurselor limitate;
- în drept: este o aplicabilitate a mai multor resurse în aceleași circumstanțe.
- în geometrie:
  - concurența dreptelor: proprietatea a 3 sau mai multe drepte de a se intersecta într-un singur punct
  - concurența planelor: proprietatea a 3 sau mai multe plane de a se intersecta într-o singura dreapta, sau a 4 sau mai multe plane de a se intersecta într-un singur punct